# Flugplatz Abbeville-Drucat

i7
i11
i13
Das Aérodrome de Abbeville-Drucat (IATA-Code: XAB, ICAO-Code: LFOI) ist ein Flugplatz der Allgemeinen Luftfahrt, er liegt in der Region Hauts-de-France im Département Somme und heute im Wesentlichen auf dem Gebiet von Buigny-Saint-Maclou etwa vier Kilometer nördlich von Abbeville. Früher erstreckte sich das Gelände weiter nach Osten auf das Gebiet des namensgebenden Ortes Drucat. Der Flugplatz wurde während des Zweiten Weltkriegs als Militärflugplatz genutzt.
Heute dient er der Allgemeinen Luftfahrt, er besitzt neben der befestigten Start- und Landebahn auch noch zwei Graspisten.

## Geschichte
Der Flugplatz Abbeville-Drucat existierte bereits vor Beginn des Zweiten Weltkriegs. Nach Ausbruch des Krieges diente es als Militärflugplatz. Er diente 1940 zunächst den British Expeditionary Forces. Hier lag ein Teil der 607. Squadron der Royal Air Force (RAF) mit Gloster-Gladiator-Doppeldeckern und die 151. Squadron, ausgerüstet mit Jagdflugzeugen des Typs Hawker Hurricane.
Im Juni 1940 besetzte ihn die deutsche Wehrmacht und er wurde ein Fliegerhorst der Luftwaffe. Der Flugplatz wurde von Deutschen ausgebaut, er erhielt unter anderem drei Beton-Start- und Landebahnen. Hauptnutzer waren zwischen 1940 und 1943 erneut Jagdverbände, zunächst während der Luftschlacht um England zwischen Juni und September 1940 die mit Bf 110C ausgerüstete II. Gruppe des Zerstörergeschwaders 76 (II./ZG 76).
Im folgenden Winter war Abbeville zwischen Anfang Dezember 1940 und Anfang Februar 1941 Heimathorst von Stab, I. und II. Gruppe des Jagdgeschwaders 26 (JG 26), die alle drei mit der Bf 109E ausgerüstet waren. Die Besatzungen des JG 26 erarbeiteten sich in Folge den Spitznamen "Abbeville Boys", obwohl das komplette Geschwader nie dauerhaft in Abbeville stationiert war.
Zwischen Anfang April bis in den Mai 1941 lagen hier erneut Bf 110C/D, diesmal in der Jagdbomber-Rolle. Diese bildeten bis Ende April zunächst die Erprobungsgruppe 210, diese flog neben der Bf 110 auch noch die Bf 109E, und anschließend die I. Gruppe des Schnellkampfgeschwaders 210 (I./SKG210).
Nach kurzer Unterbrechung lag hier dann als letzter Hauptnutzer der Luftwaffe von Mitte Juni bis Ende Dezember 1941 die II. Gruppe des Jagdgeschwaders 2 (II./JG 2), ausgerüstet mit Bf 109E/F.
Anfang September 1944 wurde Abbeville von polnischen Truppen befreit und der Flugplatz nach Instandsetzungsarbeiten 
als Advanced Landing Ground B-92 zunächst nur sporadisch von den Alliierten weitergenutzt. Zwischen März und Mai 1945 war hier die 61st Troop Carrier Group der Ninth Air Force der United States Army Air Forces (USAAF) stationiert, deren fliegende Staffeln jedoch für die Operation Varsity in England blieben. Nach Kriegsende wurde der Flugplatz aufgegeben.
Heute wird ein Großteil des ehemaligen Flugplatzgeländes anderweitig genutzt, wobei die drei Betonpisten aus der Luft noch auszumachen sind. Ein Teil der am westlichsten gelegenen und zuvor längeren und breiteren Piste 02/20 wurde asphaltiert und dient noch heute der Allgemeinen Luftfahrt. Hinzu kommen zwei Graspisten.